# Geoffroy III. z Perche
Geoffroy III. z Perche (francouzsky Geoffroy III du Perche, † 1202) byl hrabě z Perche a zanícený křižák.

## Život

Mapa Francie roku 1180

Narodil se jako nejstarší ze šesti synů Rotroua z Perche a Matyldy, dcery Theobalda z Blois. Roku 1189 byl jako vdovec a dědic strategického panství v Normandii oženěn v Rouenu s Matyldou, dcerou saského vévody Jindřicha Lva. Ke sňatku došlo v období kolem inaugurace Matyldina strýce Richarda Lví srdce normandským vévodou. Je zřejmé, že si Richard před odchodem na plánovanou kruciátu chtěl pojistit klid v nově nabytém území.
Geoffroy se společně se svým otcem účastnil kruciáty taktéž a na rozdíl od něj se ze Svaté země ve zdraví vrátil a ujal se panství, které bylo sňatkem rozšířeno o statky v Suffolku, Essexu a Kentu. Během jeho nepřítomnosti se Matylda starala o chod hrabství a pravděpodobně porodila prvního syna Geoffroye. Druhý syn Tomáš se narodil zřejmě roku 1193, po Geoffroyově návratu. V době uvěznění Richarda Lví srdce se Geoffroy přidal se na stranu Jana Bezzemka. Poté, co byl Richard v únoru 1194 za obrovské výkupné propuštěn, zbavil Geoffroye všech anglických statků a nechal jej dočasně uvěznit. Na svobodu se dostal na podzim 1195 a bylo mu navráceno manželčino věno.
Geoffroy společně s mladším bratrem Štěpánem znovu vyslyšel výzvu papeže Innocence III. k účasti na křížové výpravě a od roku 1201 se aktivně podílel na jejím plánování. Odjezdu na výpravu se však nedočkal, protože náhle onemocněl a zemřel v období půstu téhož roku.
| „                           | Poutníci se tedy připravovali ve všech zemích. Avšak jaké velké neštěstí je potkalo během následujícího půstu, předtím než se vydali na cestu! Hrabě Geoffroy z Le Perche totiž onemocněl a ulehl. Ve své závěti pak stanovil, že jeho bratr Štěpán převezme jeho peníze a odvede jeho muže do války...Tak skonal hrabě, jehož smrt představovala velkou ztrátu... | “ |
| — Geoffroy z Villehardouinu | |   |

Jeho choť nechala za jeho spásu sloužit bohoslužby v katedrále v Chartres a na jeho památku založila kolegiátní kostel v Mortagne. Dědicem se stal nezletilý syn Tomáš a na křížovou výpravu spolu s odkazem zesnulého odjel bratr Štěpán, jemuž se stala osudnou.